# Kehri Jones

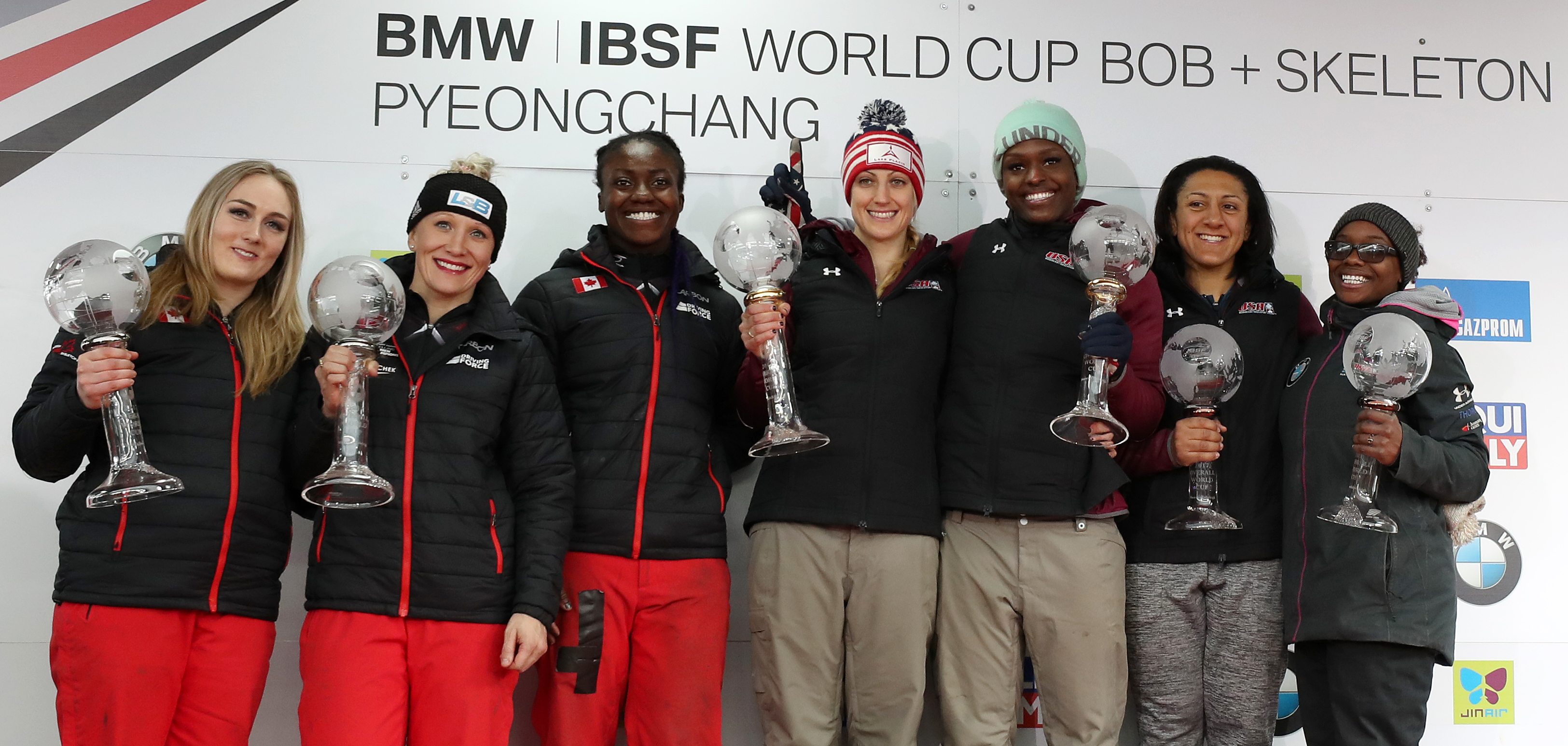
Kehri Jones sur le podium de la coupe du monde féminine de bobsleigh 2016/17 à PyeongChang

Kehri Jones (née le 30 novembre 1993) est une bobeuse américaine. Elle remporte le titre mondial en bob à deux avec Elana Meyers, lors des mondiaux 2017.

## Palmarès

### Championnats monde
- Médaillée d'or en bob à 2 en 2017 avec Elana Meyers.

### Coupe du monde
- 7 podiums  : 
  - en bob à 2 : 3 victoires, 3 deuxièmes places et 1 troisième place.

#### Détails des victoires en Coupe du monde
| Édition   | Bob à 2              | Monobob |
| 2015-2016 | Königssee            |         |
| 2016-2017 | Winterberg Königssee |         |